# Willi Wülbeck
Wilhelm Wülbeck, detto Willi (Oberhausen, 18 dicembre 1954), è un ex mezzofondista tedesco, specializzato negli 800 metri piani, disciplina di cui è stato campione mondiale a Helsinki 1983.

## Record nazionali

### Seniores
- 800 metri piani: 1'43"65 ( Helsinki, 9 agosto 1983)
- 1 000 metri piani: 2'14"53 ( Oslo, 1º luglio 1980)

## Palmarès
| Anno | Manifestazione  | Sede     | Evento      | Risultato | Prestazione | Note             |
| ---- | --------------- | -------- | ----------- | --------- | ----------- | ---------------- |
| 1976 | Giochi olimpici | Montréal | 800 m piani | 4º        | 1'45"26     |                  |
| 1983 | Mondiali        | Helsinki | 800 m piani | Oro       | 1'43"65     | Record nazionale |

## Altre competizioni internazionali
1977
- Bronzo in Coppa del mondo ( Düsseldorf), 800 m piani - 1'45"47

1979
- Bronzo in Coppa del mondo ( Montréal), 800 m piani - 1'47"88